# Broeders van het Gemene Leven (Brussel)

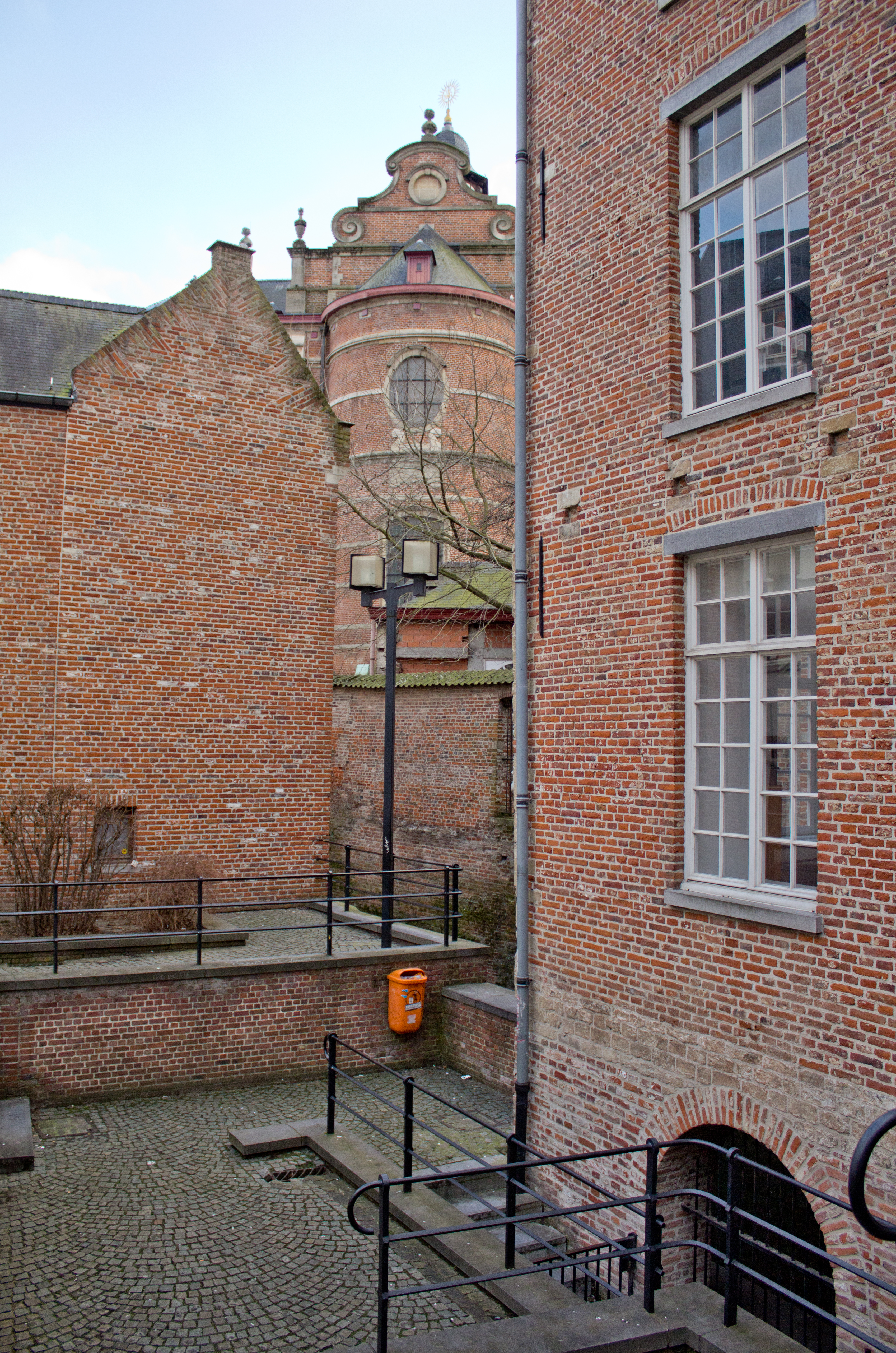
Achter de Rijke Klarenkerk staan nog steeds oude kloostergebouwen, zij het niet die van de Broeders van het Gemene Leven.

De Broeders van het Gemene Leven waren aanwezig in Brussel van 1422 tot 1595. Hun fratershuis was toegewijd aan Onze-Lieve-Vrouw-Annunciatie en heette kortweg Nazareth (Domus Nazarethana). Zoals elders stelden de broeders zich ten dienste van het intellectuele leven: onderwijs en boekvervaardiging (kopiëren en verluchten van handschriften, boekbinden, nadien ook een drukkerij).

## Kloostergeschiedenis
De bronnen over de Brusselse vestiging van de broeders zijn schaars en bestaan vooral uit documenten bewaard door het kapittel van Sint Goedele, dat jaloers zijn privilege bewaakte om religieuze instellingen die zich binnen de stadsmuren wilden vestigen al of niet toe te laten.
In 1422 schijnt de Magistraat van Brussel de broeders te hebben benaderd en bood Filip van den Heetvelde, een adellijke voorman uit de ambachtenopstand van 1421, hen een huis aan in de Putterij. Hij en zijn vrouw behielden zich het recht voor het te blijven gebruiken tot hun dood, wat waarschijnlijk betekent dat de broeders er pas in 1449, na het overlijden van het echtpaar, hun intrek namen. Uit een akkoord dat de broeders in 1460 afsloten met het Sint-Goedelekapittel, bleek dat ze toen reeds enige tijd actief waren en binnen hun muren een kapel hadden gebouwd waar missen werden gevierd zonder toelating van de kanunniken. In 25 artikelen legde deze laatsten hun voorwaarden op.
Tien jaar later krijgen we een nieuwe glimp op het bestaan van de Brusselse broeders, naar aanleiding van een bezoek van pauselijk legaat Onofrio de Santa Croce. Op 10 januari 1469 gelastte hij een onderzoek naar de recente stichtingen van de broeders in de Nederlanden, uit te voeren door de suffragaan van Kamerijk, Godfried van Greveraey. Diens rapport van 22 maart 1469 was positief voor de broeders. Niettemin bleef het voor hen onmogelijk om in Brussel een school te starten zoals ze dat in andere steden hadden gedaan. De boekenactiviteit liep wel goed. Het kapittel was een grote afnemer en in 1475 waagden ze zich aan de boekdrukkunst.
Omstreeks 1480 verhuisde het Fratershuis van de Putterij naar de Priemspoort bij de Sint-Gorikskerk. Het volgende jaar kwam Greveraey hun nieuwe kapel inwijden. Het Sint-Goedelekapittel greep de verhuis aan om de voorwaarden te verscherpen (statuut van 6 mei 1483). Zo mochten de broeders geen lid worden van reguliere congregaties zoals Windesheim.
Begin 16de eeuw konden de broeders eindelijk een school beginnen in Brussel. Ze kwam op het Sint-Goriksplein en was door een nieuwe brug over de Zenne (1506) verbonden met het klooster. Na een zestal mooie decennia begon het verval. Kardinaal Granvelle beval een onderzoek naar de schulden van de broeders en liet zijn grootvicaris Morillon hun vastgoed verkopen of hypothekeren (1570). De gekortwiekte broeders overleefden nog bewogen jaren onder de Brusselse republiek (1577-85), maar konden geen nieuw elan vinden na de herovering van Brussel door Alexander Farnese. Een dodelijk ongeval tijdens de festiviteiten rond het Sacrament van Mirakel (20 juli 1587) was de voorbode van het einde. Het podium waarop de leerlingen een voorstelling zouden geven, stortte in en maakte verschillende doden en zwaargewonden onder de prominenten. Het volgende jaar werd het huis van de desintegrerende broederschap opgeheven en kregen de Rijke Klaren het Nazarethklooster toegewezen.

## Drukkerij
Uit de boekvervaardiging bij de broeders van het Gemene Leven ontstond circa 1475 een drukkerij, die weliswaar een vrij efemeer fenomeen was, dat na tien of maximum twaalf jaar uitdoofde. Toch had ze als eerste drukkerij van de Zennestad haar belang. De Opuscula van Jean de Gerson waren waarschijnlijk het eerste boek dat ze drukten. Het volgende jaar, in mei 1476, brachten ze de Gnotosolitos, sive speculum conscientiae van kerkjurist Arnold Geilhoven. Hij had deze pedagogische 'gewetensspiegel' geschreven in de priorij van Groenendaal met het oog op gebruik door de Moderne Devotie. Die mee vanuit Groenendaal gevoede beweging had met de broeders dus Brussel bereikt en kon nu de Gnotosolitos in druk brengen nabij de plaats waar hij geschreven was. Er zijn nog enkele tientallen incunabelen van bewaard. Een andere uitgave van de broeders, verrijkt met handgekleurde houtsneden, handelde over het leven van keizer Hendrik II en zijn vrouw Cunegonde. Voorts verscheen in 1478 de Sporta fragmentorum, het beroemde boek over hekserij van Gilles Carlier.

## Onderwijs
De broeders moesten veel geduld oefenen om hun voorliefde voor onderwijs in de praktijk te mogen brengen. Het kapittel wilde geen concurrentie voor de eigen Latijnse school, die een wettelijk monopolie bezat. In het begin hielden de broeders hoogstens op zondag na de vespers een kleine lezing voor klerken en scholieren. Ze begonnen kost en inwoon te geven aan arme kinderen en probeerden lessen aan huis uit, maar de scholaster van de kapittelschool maakte daar met een rechtszaak een einde aan (1465). In 1491 werden de broeders Jacob Zaffel en Jan van Rotterdam door de scholaster aangesteld tot rector en vice-monitor van de kapittelscholen, in wat een poging lijkt om binnen het bestaande kader tegemoet te komen aan de aspiraties van de broeders. Uiteindelijk kon het kapittel de roep om een school in de benedenstad niet tegenhouden. Onder druk van het hof stond het in 1504 toe dat een school werd geopend in het Huis Nazareth, waarbij de kanunniken weliswaar zelf de leraren zouden benoemen. Na instemming van scholaster Jan Timmermans werd een en ander bekrachtigd door keizer Karel V (ordonnantie van 29 juli 1515). De broeders mochten grammatica, logica en muziek onderwijzen aan het personeel en de armen die bij hen inwoonden, aan leerlingen van buiten de stad, en aan maximaal zestig Brusselse kinderen. Weldra telde de school nabij de 200 leerlingen, onder wie niet weinig uit gegoede middens. Onder meer Andreas Vesalius en Aubert le Mire zaten er op de schoolbanken.
Nochtans was de doorbraak van niet al te lange duur. Vanaf 1568 duiken signalen op dat de broeders zich in de schulden hadden gewerkt en tegenkanting ondervonden van kardinaal Granvelle. Hij liet hun vastgoed te gelde maken en besloot om hun school om te vormen tot een bisschoppelijk seminarie (1570), al lijkt dit laatste geen uitvoering te hebben gekregen. In de beginfase van de Brusselse republiek werd Libert Houthem gewoon verkozen en geïnstalleerd als nieuwe rector (1577). Tijdens de hardere vervolgfase werd de school overgenomen voor calvinistisch onderricht (1581-85). Het neerslaan van de republiek maakte het mogelijk de Latijnse school te heropstarten onder rector Gerard de Berkel. Twee jaar later kregen de broeders de schuld van een zwaar ongeluk tijdens een schoolvoorstelling bij de Sint-Goedelekerk. Het Brusselse fratershuis werd opgedoekt en in de gebouwen kwam het rijkeklarenklooster.

## Voetnoten
1. ↑  Placide Lefèvre, Documents relatifs aux Frères de la vie commune établis à Bruxelles aux XVe et XVIe siècles, in: Bulletin de la Commission royale d'histoire, Académie royale de Belgique, vol. 103, 1938, nr. 1, p. 42. Gearchiveerd op 9 oktober 2022.
2. ↑  Notariële schenkingsakte van 16 mei 1422 door Philippus de Caldo Campo en zijn echtgenote Catharina Schoofs.
3. ↑  Miraeus, Opera diplomatica, vol. 4, 1748, p. 442-444. Gearchiveerd op 7 juni 2023.
4. ↑  Overzicht van de uitgaven in: Camille Gaspar en Louis Lebeer, Le Livre en Brabant jusqu'en 1800, tent. cat., Bibliothèque royale de Belgique, [1935], p. 63-64